# Капабланка (фільм)
«Капабланка» — радянсько-кубинський художній фільм режисера Мануеля Еррери про життя видатного шахіста, третього чемпіона світу Хосе Рауля Капабланки. Вийшов у 1986 році, прем'єра в Москві відбулася в жовтні 1987 року.

## Сюжет
У житті третього чемпіона світу з шахів кубинця Хосе Рауля Капабланки особливе місце займала Росія. Сюди він приїздив багато разів і навіть тривалий час жив, грав у великих шахових турнірах, виступав з лекціями, сеансами, пропагував шахове мистецтво, багато спілкувався з людьми, і не тільки з шахового світу. Темі «Капабланка і Росія» якраз і присвячений цей фільм. 1925 рік. У Москву на міжнародний шаховий турнір приїжджає відомий кубинський шахіст, співробітник Міністерства закордонних справ Хосе Рауль Капабланка. Його поїздка в умовах реакційної диктатури Мачадо ставить під сумнів його подальше перебування на цій посаді. У фільмі показані драматичні поєдинки Капабланки з Ласкером, Тартаковером, Боголюбовим; трагічне кохання до балерини Великого театру Саші Можаєвої і сеанс одночасної гри, в якому він програв зовсім ще юному Михайлу Ботвиннику.

## У ролях
- Сесар Евора — Хосе Рауль Капабланка
- Галина Бєляєва — Саша Можаєва, балерина
- Еслінда Нуньєс — Амелія
- Адольфо Льяурадо — Хосе Марія Пікон, репортер
- Борис Невзоров — Єремєєв, організатор шахового турніру
- Хав'єр Авіла — Карлос Торре, мексиканський шахіст
- Марина Яковлєва — Віра, подруга Саши
- Беатріс Вальдес — Кармен
- Алехандро Луго — Барраке, міністр юстиції
- Рохеліо Менесес — Мануель, друг Капабланки
- Рамон Велос — Гонсало, «король жовтої преси»
- Олександр Гарін — Микола Криленко
- Олена Костіна — дружина Андрія Можаєва
- Володимир Разумовський — Юхим Боголюбов, шахіст
- Володимир Удалов — Френк Маршалл, шахіст
- Олександр Смольянинов — Ільїн-Женевський, шахіст
- Дмитро Орловський — Семен Іванович, двірник
- Григорій Лямпе — Іракліс, вуличний шахіст
- Андрій Гусєв — шахіст з Ленінграда
- Валерій Кузін — один з організаторів

## Знімальна група
- Режисер — Мануель Еррера
- Сценаристи — Елісіо Альберто, Мануель Еррера, Даль Орлов
- Оператор — Ігор Клебанов
- Композитор — Серхіо Вітьєр
- Художники — Віктор Сафронов, Луїс Лакоста